# Häfen im Landkreis Gifhorn
Die Häfen im Landkreis Gifhorn bestehen aus einem Binnenhafen, zwei Länden und vier Yachthäfen.

## Geographie
- Karte mit allen Koordinaten:
- OSM |
- WikiMap

Die Häfen befinden sich an sieben räumlich getrennten Standorten im südlichen und östlichen Landkreis Gifhorn. Sie liegen an den Bundeswasserstraßen Mittellandkanal (MLK) und Elbe-Seitenkanal (ESK) auf einer Höhe von 65 m ü. NN, der Scheitelhaltung der Kanäle. Die Lände Rühen liegt ganz im Osten des Landkreises am Mittellandkanal auf einer Höhe von 56 m ü. NN, kurz vor der Grenze zu Sachsen-Anhalt.
Der Sportboothafen Gifhorn liegt am Tankumsee, einer 62 Hektar großen, ehemaligen Sandgrube, die beim Bau des ESK entstand, auf einer Höhe von 53,3 m ü. NN.
| Lage: Gewässer – km | Hafen:   | Beschreibung         | Kailänge                           | Ausstattung |
| ------------------- | -------- | -------------------- | ---------------------------------- | --- |
| MLK 227,3 Süd       | Marina ⊙ | Marina Abbesbüttel   | 100 m, Kaimauer                    | Wasserliegeplätze, 2 Stege, Strom, Wasser, Sanitär, Slip, (Kran an der ehemaligen Ladestelle des Kalksandsteinwerkes)                                                                                     |
| MLK 233,3 Süd       | Lände ⊙  | Lände Edesbüttel     | 600 m, gespundet                   | Liegeplätze für die Berufsschifffahrt, Strom, Wasser, Sanitär, Café-Kiosk, ÖPNV, Wendebucht für Schubverbände bis zu 185 m Länge                                                                          |
| MLK 234,9 Süd       | Marina ⊙ | YC Hoffmannstadt     | 230 m, gespundet                   | 25 Wasserliegeplätze, Trockenliegeplätze, Slipstelle, Wasser, Strom, Sanitär, Gastronomie |
| MLK 255 Nord        | Lände ⊙  | Lände Rühen          | 1.200 m, gespundet                 | Liegeplätze für die Berufsschifffahrt, Strom, Wasser, Gastronomie |
| ESK (~5,0 West)     | Marina ⊙ | Anleger Tankumsee    | Steganlage                         | 125 Wasserliegeplätze, Trockenliegeplätze, für Segel- und Muskelkraftfahrzeuge, Slipstelle, Clubhaus |
| ESK 38,5 Ost        | Hafen ⊙  | Hafen Wittingen      | 180 m, Kaimauer + 200 m, gespundet | Pumpen, Umschlagseinrichtungen für Schüttgüter, Mobilbagger, Silos, Hallenlager und Freilagerflächen, Bahnanschluss jeweils zweizügig auf beiden Piers, Liegeplätze mit Ver- und Entsorgungsmöglichkeiten |
| ESK 38,7 West       | Hafen ⊙  | Sporthafen Wittingen | 300 m, gespundet                   | 70 Wasserliegeplätze, 20 Trockenliegeplätze, Slipstelle, Strom, Wasser, Sanitär, Gastronomie |

## Geschichte
Seit 1939 verläuft der Mittellandkanal im südlichen und östlichen Landkreis Gifhorn, jedoch gab es dort zunächst keinen eigenen Hafen. Durch die innerdeutsche Grenze wurde Rühen 1956 zur Grenzübergangsstelle im Schiffsverkehr mit der DDR. Die ehemalige Grenzstation beherbergt heute Gastronomie. Erst in den Jahren 1957/58 entstand die Ladestelle Abbesbüttel, die im Bauboom der späten 1950er Jahre eingerichtet wurde und bis zum Ende der 1990er Jahre in Betrieb war. Umgeschlagen wurden hauptsächlich Sand, Kies, Zement und weitere Baustoffe. Ab den 1970er Jahren kam westlich, durch den Bau des 1976 eröffneten Elbe-Seitenkanales, der Hafen Wittingen hinzu. Der Aushub des für den Bau benötigten Sandes ließ den Tankumsee entstehen. Bei weiteren Ausbauarbeiten des MLK wurde in den 1980er Jahren die Lände Edesbüttel erweitert. Der Yachthafen Wittingen wurde in den späten 1990er Jahren vollendet, und als auch bei Abbesbüttel die Bodenschätze ausgebeutet waren und das Kalksteinwerk den Betrieb eingestellt hatte, wurden die dort entstandenen Tagebaurestlöcher ebenfalls einer freizeitlichen Nutzung zugeführt.

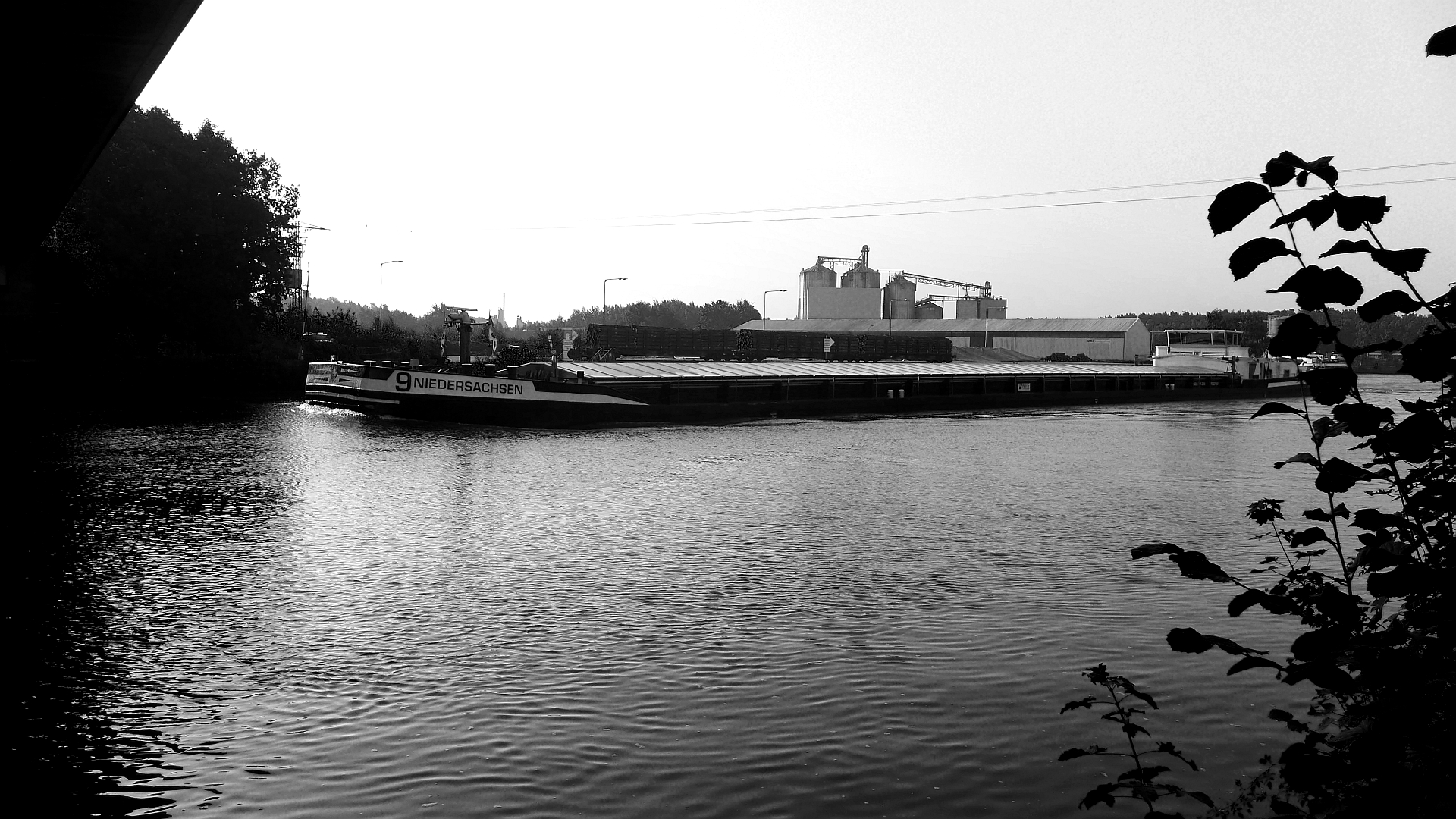
Hafen Wittingen von Westen (2014)

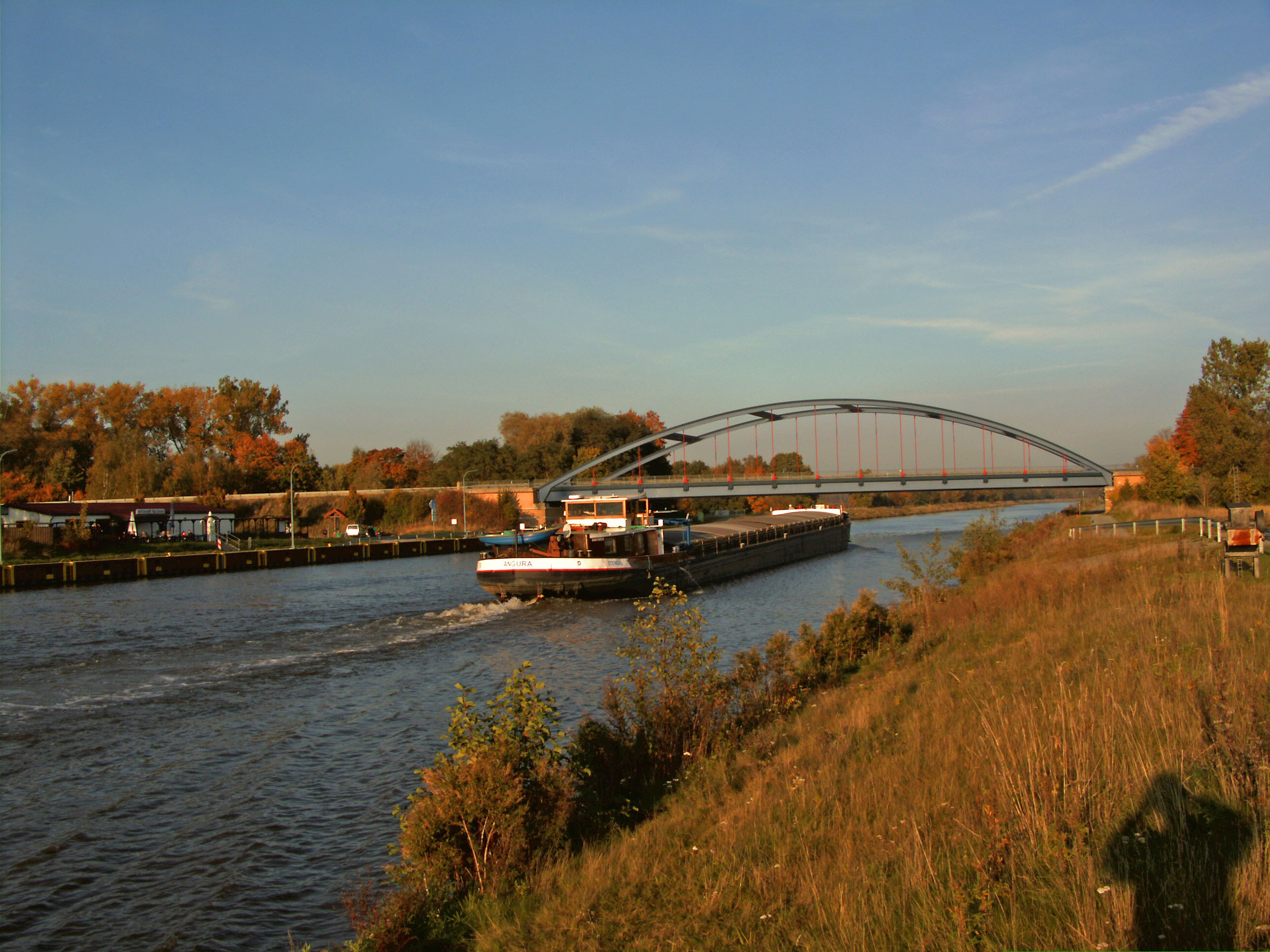
Lände Rühen von Süden (2008)

## Gewerbe und Infrastruktur
Die meisten Hafeneinrichtungen im Landkreis Gifhorn dienen heute der Freizeitschifffahrt und der Naherholung. Nennenswerter Umschlag findet nur im Hafen Wittingen statt. Dort werden jährlich etwa 300.000 t Mineralöl-, Forst- und Agrarprodukte sowie Zellstoffe, Futter- und Düngemittel im trimodalen Verkehr Schiff/Schiene/Straße umgeschlagen.

## Verkehr
Die Häfen in Wittingen und Rühen sind über Gemeindestraßen zu der Bundesstraße 244 hin erschlossen. Von Abbesbüttel, Edesbüttel und dem Tankumsee aus ist es näher zur Bundesstraße 4, zum Yachtclub Hoffmannstadt führen nur unbefestigte Betriebswege.
Einen Bahnanschluss gibt es nur in Wittingen. Ein Ausziehgleis von der Bahnstrecke Celle–Wittingen führt dort zweizügig direkt bis auf die Pier.
ÖPNV-Anschlüsse bestehen in Abbesbüttel und Edesbüttel in etwa 250 m Entfernung, am Tankumsee sind es 700 m. Vom Yachtclub Hoffmannstadt aus sind es 1,2 km, in Rühen 1,7 km und in Wittingen 4,2 km bis zu den jeweils nächstgelegenen Zustiegsmöglichkeiten.